# Thyas subhonesta
Thyas subhonesta là một loài bướm đêm trong họ Erebidae.